# ببر هندوچین
ببر هندوچینی (نام علمی:  Panthera tigris corbetti) نام زیرگونه‌ای از ببر است که بومی آسیای جنوب شرقی است.این زیرگونه در میانمار، تایلند و لائوس زندگی میکند. در سال ۲۰۱۱ تصور میشد که تعداد آنها ۳۴۲ قلاده باشد، از جمله ۸۵ قلاده در میانمار و ۲۰ قلاده در ویتنام، با بزرگترین جمعیتی که در تایلند باقی مانده است که در دوره ۲۰۰۹ تا ۲۰۱۴ بین ۱۸۹ تا ۲۵۲ قلاده تخمین زده می شود.

## انقراض
ببر هندوچین  در کامبوج عملا منقرض شده‌است. صندوق جهانی طبیعت در سال  ۲۰۱۶ اعلام کرد که گونه‌ی زنده از این ببر، آخرین‌بار در سال ۲۰۰۷ در جنگل‌های استان موندولکیری ثبت شده است.